# العلاقات البلجيكية السريلانكية
العلاقات البلجيكية السريلانكية هي العلاقات الثنائية التي تجمع بين بلجيكا وسريلانكا.

## مقارنة بين البلدين
هذه مقارنة عامة ومرجعية للدولتين:
| وجه المقارنة                                              | بلجيكا                                                                              | سريلانكا                         |
| --------------------------------------------------------- | ----------------------------------------------------------------------------------- | -------------------------------- |
| المساحة (كم2)                                             | 30.53 ألف                                                                           | 65.61 ألف                        |
| عدد السكان (نسمة)                                         | 11.37 مليون                                                                         | 21.44 مليون                      |
| الكثافة السكانية (ن./كم²)                                 | 372.42                                                                              | 326.78                           |
| العاصمة                                                   | بروكسل                                                                              | سري جاياواردنابورا كوتي، كولمبو  |
| اللغة الرسمية                                             | اللغة الهولندية، لغة فرنسية، اللغة الألمانية                                        | اللغة السنهالية، اللغة التاميلية |
| العملة                                                    | يورو، فرنك بلجيكي                                                                   | روبية سريلانكي                   |
| الناتج المحلي الإجمالي (بليون دولار)                      | 492.68 مليار                                                                        | 87.17 مليار                      |
| الناتج المحلي الإجمالي (تعادل القوة الشرائية) بليون دولار | 514.74 مليار                                                                        | 246.62 مليار                     |
| الناتج المحلي الإجمالي الاسمي للفرد دولار أمريكي          | 40.32 ألف                                                                           | 3.93 ألف                         |
| الناتج المحلي الإجمالي للفرد دولار أمريكي                 | 43.44 ألف                                                                           | 11.11 ألف                        |
| مؤشر التنمية البشرية                                      | 0.890                                                                               | 0.757                            |
| رمز المكالمات الدولي                                      | +32                                                                                 | +94                              |
| رمز الإنترنت                                              | .be                                                                                 | .lk،                             |
| المنطقة الزمنية                                           | توقيت وسط أوروبا، ت ع م+01:00، ت ع م+02:00، توقيت وسط أوروبا الصيفي، أوروبا/بروكسل ‏ | ت ع م+05:30                      |

## منظمات دولية مشتركة
يشترك البلدان في عضوية مجموعة من المنظمات الدولية، منها:
| علم المنظمة | اسم المنظمة                               | تاريخ انضمام بلجيكا | تاريخ انضمام سريلانكا |
| ----------- | ----------------------------------------- | ------------------- | --------------------- |
|             | الاتحاد البريدي العالمي                   | ?                   | ?                     |
|             | مؤسسة التنمية الدولية                     | 2 يوليو 1964        | 27 يونيو 1961         |
|             | منظمة حظر الأسلحة الكيميائية              | ?                   | ?                     |
|             | منظمة التجارة العالمية                    | ?                   | ?                     |
|             | الأمم المتحدة                             | 27 ديسمبر 1945      | 14 ديسمبر 1955        |
|             | وكالة ضمان الاستثمار متعدد الأطراف        | 18 سبتمبر 1992      | 27 مايو 1988          |
|             | منظمة الشرطة الجنائية الدولية             | ?                   | ?                     |
|             | مؤسسة التمويل الدولية                     | 27 ديسمبر 1956      | 20 يوليو 1956         |
|             | بنك التنمية الآسيوي                       | 1966                | 1966                  |
|             | الاتحاد الدولي للاتصالات                  | 1866                | 1897                  |
|             | البنك الدولي للإنشاء والتعمير             | 27 ديسمبر 1945      | 29 أغسطس 1950         |
|             | المنظمة الهيدروغرافية الدولية             | ?                   | ?                     |
|             | المركز الدولي لتسوية المنازعات الاستشارية | 26 سبتمبر 1970      | 11 نوفمبر 1967        |
|             | يونسكو                                    | 29 نوفمبر 1946      | 14 نوفمبر 1949        |

## وصلات خارجية
- موقع وزارة الخارجية البلجيكية
- موقع وزارة الخارجية السريلانكية